# Cienfuegosia argentina
Cienfuegosia argentina là một loài thực vật có hoa trong họ Cẩm quỳ. Loài này được (Kuntze) Gürke mô tả khoa học đầu tiên năm 1892.